# Antonije Isaković
Pour les articles homonymes, voir Isaković.
Œuvres principales
- Velika deca (1953)
- Tren I (1962)
- Tren II (1982)
- Gospodar i sluge (1995)

Compléments
- Partisan yougoslave
- Membre de l'Académie serbe des sciences et des arts

Antonije Isaković (en serbe cyrillique : Антоније Исаковић ; né le 6 novembre 1923 à Rača et mort le 13 janvier 2002 à Belgrade) est un romancier, un scénariste et un poète serbe. Il a été membre de l'Académie serbe des sciences et des arts.

## Biographie

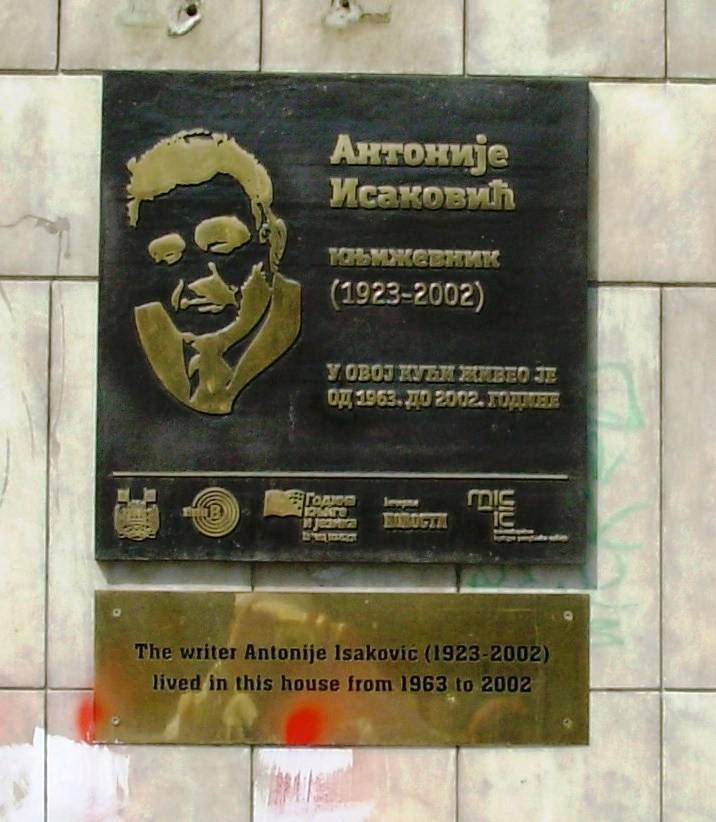
Plaque sur la maison où a vécu Antonije Isaković de 1963 à 2002 sur le Studentski trg à Belgrade

Antonije Isaković étudie aux lycées de Belgrade, Kruševac, Aleksinac et Jagodina. À partir de 1941, il participe à la lutte de libération nationale aux côtés des Partisans communistes de Tito. En 1945, à la fin de la guerre, il devient adjoint du secrétaire du Comité de district de la Ligue de la jeunesse communiste de Yougoslavie et membre du Comité de district du Parti communiste de Yougoslavie à Svetozarevo (Jagodina) puis membre du Comité régional du Parti communiste yougoslave à Kragujevac. En 1948, il sort diplômé de l'école supérieure du parti Đuro Đaković à Belgrade.
Isaković devient directeur du magazine NIN et rédacteur en chef de la revue littéraire Delo. En 1960, il est élu directeur général de la maison d'édition Prosveta, poste qu'il occupe jusqu'en 1974.
Il a également été député de la République socialiste de Serbie et député de la République fédérative socialiste de Yougoslavie.
En 1968, Antonije Isaković est élu membre correspondant de l'Académie serbe des sciences et des arts et, en 1976, membre titulaire de cette académie.
En 1986, il est un des 16 signataires du Mémorandum de l'Académie serbe des sciences et des arts, dont le thème principal est la décentralisation conduisant à la désintégration de la Yougoslavie, avec l'idée que les Serbes sont discriminés dans l'État fédéral et que le développement de la Serbie est affaibli à cause de l'aide qu'elle apporte au reste du pays,. Dans les années 1990, Antonije Isaković devient membre du Parti socialiste de Serbie (SPS) et le suppléant de son chef Slobodan Milošević, vis-à-vis de qui il prend plus tard ses distances.

## Œuvres
- Velika deca (Les grands Enfants), récits, Belgrade, 1953 (OCLC 1074543017).
- Paprat i vatra : Pripovetke (Les Fougères et le Feu), récits, Nolit, Belgrade, 1962 (OCLC 1088849930).
- Prazni bregovi (Les Berges désertes), récits, Nolit, Belgrade, 1969 (OCLC 641692065).
- Sabrana dela Antonije Isaković u 5 knjiga. Knj. 4, Tren 1 : kazivanja Čeperku (Œuvres complètes), Prosveta, Belgrade, 1976 (OCLC 454946171).
- Tren 1 : kazivanja Čeperku (Instant I), roman, Prosveta, Belgrade, 1976 (OCLC 78466273).
- Tren 2 : Kazivanja Čeperki (Instant II), roman, Belgrade, 1982 (OCLC 68245627).
- Berlin kaput (Berlin kaputt), SANU, Belgrade, 1978 (ASIN B00ERS6BV8 et B00DY2QCCQ).
- Obraz (La Joue), récits, Dečje novine, Gornji Milanovac, 1988 (ASIN B004HB1304) et  (ISBN 978-8636701737).
- Govori i razgovori (Paroles et Conversations), Dečje novine, Gornji Milanovac, 1990 (ASIN B004HB4ASG) et  (ISBN 978-8636703724).
- Listovi o Kosovu (Feuillets sur le Kosovo), récits, Prosveta, Belgrade, 1990 (ASIN B004HB3W5I) et  (ISBN 978-8607005475).
- U znaku aprila i druge priče (Dans le signe d'avril et autres récits), Belgrade, 1991.
- Miran zločin (Tren III) (Le crime en toute quiétude, Instant III), roman, Srpska knjezevna zadruga, Belgrade, 1992  (ISBN 978-8637903697).
- Drugi deo mog veka : da se ne zaboravi, 1993.
- Gospodar i sluge (Le Seigneur et ses Serviteurs), roman, Prosveta, Belgrade, 1995  (ISBN 978-8607008797).
- Riba (Le Poisson), Narodna knjika Alfa, Belgrade, 1997 (ASIN B0000EFI24).
- Nestajanje, Narodna knjiga Alfa, Belgrade, 2000 (ASIN B004HB4AW2).

Scénari
- Aleksa Dundić, 1958 (réalisateur : Leonid Lukov).
- Jedini izlaz, 1958 (réalisateurs : Aleksandar Petrović/Vicko Raspor).
- Dve noći u jednom danu, 1963 (réalisateur : Radenko Ostojić).
- Tri, 1965 (réalisateur : Aleksandar Petrović).
- Tren, 1978 (réalisateur : Stole Janković).
- Berlin kaputt, 1981 (réalisateur : Milivoje Milošević).

## Récompenses
- Prix Zmaj, 1953.
- Prix du 7 juillet, 1962.
- Prix Andrić, 1976.
- Prix NIN, 1982.
- Prix Meša Selimović, 1995.